# Aleksandr Garagasz
Aleksandr Diementjewicz Garagasz (ros. Александр Дементьевич Гарагаш, ur. 2 lipca?/15 lipca 1906 w Jekaterynosławiu, zm. 24 stycznia 1974 w Moskwie) – radziecki polityk, działacz partyjny.

## Życiorys
Działał w Komsomole i WKP(b), kierował jednym z wydziałów Komitetu Okręgowego Komsomołu Ukrainy, do 1928 był przedstawicielem Komitetu Okręgowego Komsomołu w Okręgowej Radzie Związku Budowlańców. W 1928 został powołany do służby wojskowej, po której do 1930 był słuchaczem fakultetu robotniczego, a 1930-1933 studiował w Moskiewskim Instytucie Orientalistyki (nie ukończył studiów). W 1933 został zastępcą szefa i później szefem Wydziału Politycznego sowchozu, 1937-1938 był I sekretarzem Sarkandzkiego Komitetu Rejonowego Komunistycznej Partii (bolszewików) Kazachstanu w obwodzie ałmaackim, a 1939-1941 szefem Obwodowego Oddziału Rolnego w Akmolińsku. W 1941 pełnił funkcję I sekretarza Mołotowskiego Komitetu Rejonowego KP(b)K w obwodzie akmolińskim, 1941-1943 sekretarza Komitetu Obwodowego KP(b)K w Akmolińsku, w 1943 II sekretarza Komitetu Obwodowego KP(b)K w Kyzyłordzie, a 1943-1951 I sekretarza Komitetu Obwodowego KP(b)K w Semipałatyńsku. W latach 1951–1954 był I zastępcą przewodniczącego Rady Ministrów Kazachskiej SRR, 1954-1957 ministrem przemysłu produktów mięsnych i mlecznych Kazachskiej SRR, a od 1957 do stycznia 1963 przewodniczącym Komitetu Wykonawczego Kustanajskiej Rady Obwodowej, następnie przeszedł na emeryturę.

## Odznaczenia
- Order Lenina
- Order Wojny Ojczyźnianej I klasy
- Order „Znak Honoru” (dwukrotnie)